# Gerhard Kramer (Architekt)
Gerhard Kramer (* 1949) ist ein deutscher Architekt und Hochschullehrer.

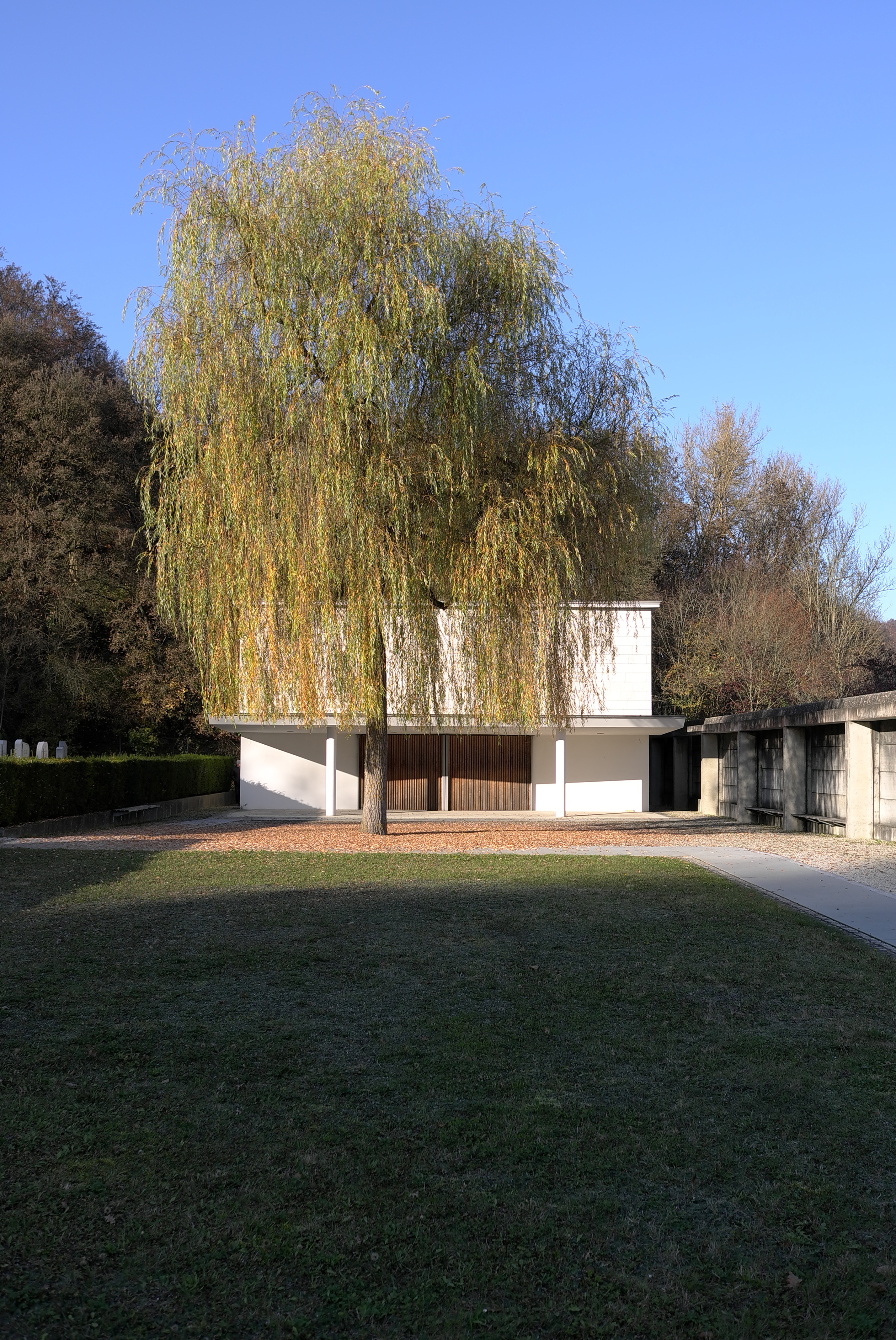
Aussegnungshalle, Enkering

## Werdegang
Gerhard Kramer studierte Architektur an der Universität Stuttgart und praktizierte 1979 bei Meister & Wittich  in Stuttgart. Zwischen 1985 und 1990 lehrte er als wissenschaftlicher Mitarbeiter am Lehrstuhl von Peter Faller an der TU Stuttgart und arbeitete parallel von 1982 bis 1990 als Projektarchitekt bei Meister & Wittich. Von 1990 bis 2011 betrieb Kramer in Partnerschaft mit Norbert Diezinger das Büro „Diezinger & Kramer“ in Eichstätt. Gerhard Kramer wurde 1993 in den Bund Deutscher Architekten und 1999 zum Professor an die Fachhochschule Regensburg berufen.

## Bauten

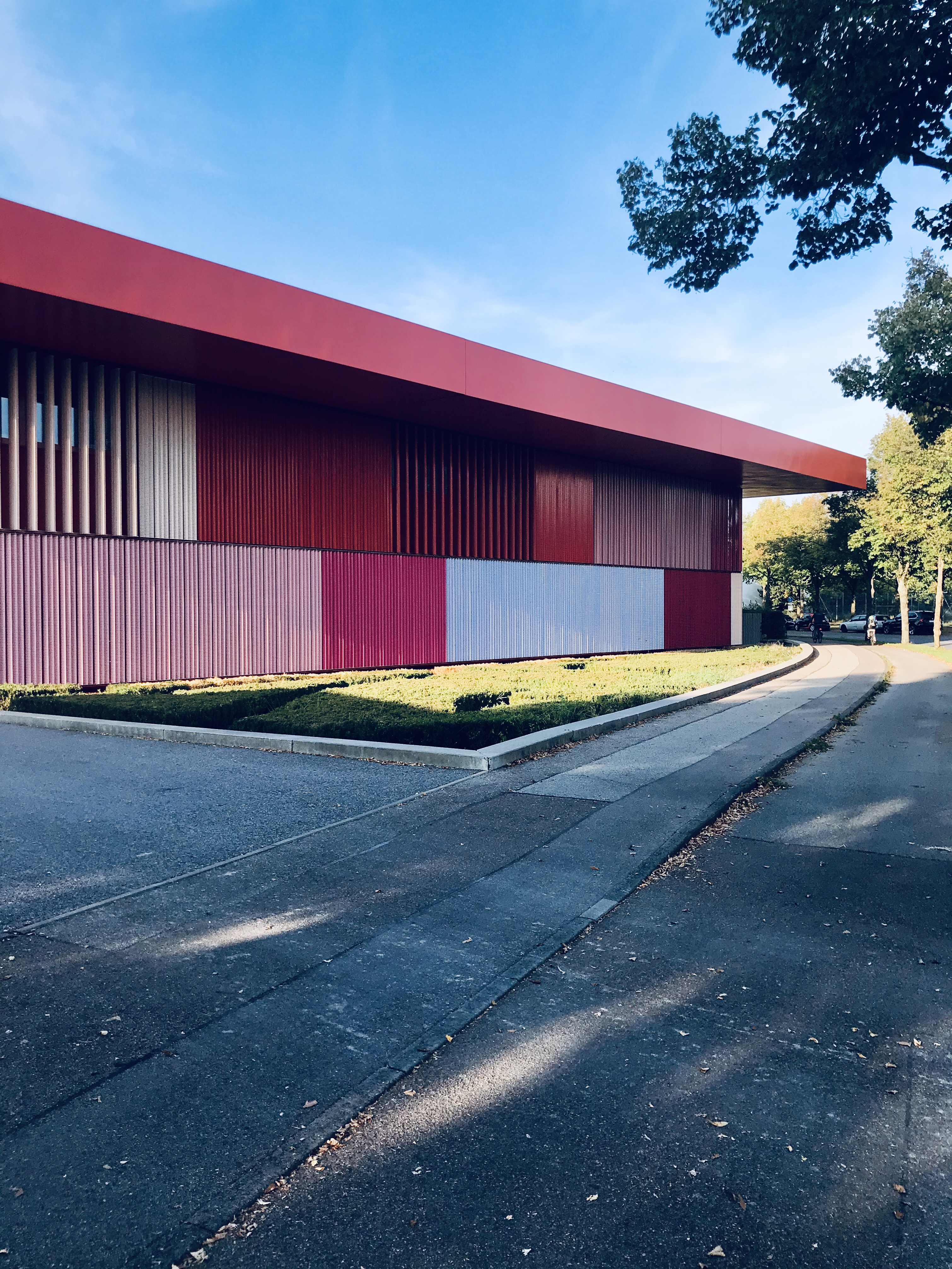
Lern- und Ausbildungszentrum, Ingolstadt

als Partner der Architektengemeinschaft „Diezinger & Kramer“:
- 1992: Wohnhaus, Eichstätt
- 1992: Staatliche Berufsschule Weißenburg[3]
- 1993: 2. Preis – Caritas-Pirckheimer-Haus, Eichstätt[4]
- 1993: Wohnanlage, Eichstätt
- 1994: Studentenwohnanlage Freiwasser, Eichstätt
- 1994: Pfarrzentrum – St. Marien, Gunzenhausen[5]
- 1997: Schutzdach Solabasilika, Solnhofen
- 1998: Friedhof Enkering, Kinding[6]
- 2000: Wohnanlage, Ingolstadt
- 2000: Künstleratelier Lang, Eichstätt[7]
- 2002: Grundschule Beilngries
- 1999–2002: Sonderpädagogisches Förderzentrum Eichstätt[8] mit Lichtplaner Walter Bamberger[8]
- 2001–2004: Umbau Caritas Seniorenheim St. Elisabeth, Eichstätt (1970 von Karljosef Schattner)[9]
- 2004: Deutsche Schule Prag
- 2006: Förderschule Winnenden
- 2006: Grundschule Eitensheim
- 2006: Kläranlage Eichstätt
- 2006: Villa Remy, Konstanz
- 2006: Imma-Mack-Realschule Eching[10][11]
- 2006: Lern- und Ausbildungszentrum, Ingolstadt[12] mit Johann Grad und Landschaftsarchitekt Wolfgang Weinzierl
- 2008: Erweiterung des Heilig Geist Spital Eichstätt[13]
- 2008: Umbau Caricatura Museum für Komische Kunst Frankfurt
- 2011: Realschule, Dachau
- 2011: Erweiterung des Gabrieli-Gymnasium Eichstätt[14] mit Lichtplaner Walter Bamberger[15]
- 2012: Umbau Historisches Museum Frankfurt

## Auszeichnungen und Preise
- 1993: BDA-Preis Bayern für Staatliche Berufsschule[16]
- 2001: BDA-Preis Bayern für Künstleratelier, Eichstätt[17]
- 2002: Anerkennung – Gestaltungspreis der Wüstenrot Stiftung für Sonderpädagogisches Förderzentrum, Eichstätt[18]
- 2004: Künstleratelier Lang ausgestellt auf der Biennale di Venezia[19][20]
- 2005: Anerkennung – Deutscher Architekturpreis für Lern- und Ausbildungszentrum, Ingolstadt
- 2009: Vorstellung der Imma-Mack-Realschule Eching in Best Architects 10[21]
- 2011: best architects 12 award Gold für Umbau Caricatura Museum für Komische Kunst Frankfurt[22]
- 2013: Gestaltungspreis der Stadt Dachau für Realschule, Dachau
- 2013: BDA-Preis Hessen für Umbau Historisches Museum Frankfurt
- 2013: best architects 14 award für Umbau Historisches Museum Frankfurt

## Ehemalige Mitarbeiter
- Richard Breitenhuber